# Башутино (Костромская область)
Башутино — деревня в Костромском районе Костромской области. Входит в состав Кузьмищенского сельского поселения.

## Этимология
Название происходит от древнерусского имени Бажен.

## География
Находится в юго-западной части Костромской области на расстоянии приблизительно 10 км на север-северо-восток по прямой от железнодорожной станции Кострома-Новая.

## История
Была центром Башутинской волости. В 1872 году здесь было учтено 16 дворов, в 1907 году — 22.

## Население
Постоянное население составляло 76 человек (1872 год), 109 (1897), 128 (1907), 130 в 2002 году (русские 91 %), 176 в 2022.